# Incamyia spinicosta
Incamyia spinicosta är en tvåvingeart som beskrevs av Aldrich 1928. Incamyia spinicosta ingår i släktet Incamyia och familjen parasitflugor. Inga underarter finns listade i Catalogue of Life.